# Powiat rawski
Powiat rawski – powiat w Polsce (województwo łódzkie), utworzony w 1999 roku w ramach reformy administracyjnej. Jego siedzibą jest miasto Rawa Mazowiecka (współrzędne stolicy powiatu 51°45′50″N 20°15′5″E).
W skład powiatu wchodzą:
- gminy miejskie: Rawa Mazowiecka
- gminy miejsko-wiejskie: Biała Rawska
- gminy wiejskie: Cielądz, Rawa Mazowiecka, Regnów, Sadkowice
- miasta: Rawa Mazowiecka, Biała Rawska

Powiat rawski graniczy z dwoma powiatami województwa łódzkiego: tomaszowskim i skierniewickim oraz z dwoma powiatami województwa mazowieckiego: żyrardowskim i grójeckim.
Według danych z 31 grudnia 2019 roku powiat zamieszkiwały 48 592 osoby. Natomiast według danych z 30 czerwca 2020 roku powiat zamieszkiwały 48 504 osoby.

## Historia
Powiat Rawski powstał z obwodu rawskiego, który powstał za czasów zaboru rosyjskiego.
Na początku 1867, podczas reformy administracji państwowej w Królestwie Kongresowym, powołano powiat rawski w ramach guberni piotrkowskiej, obejmujący gminy wiejskie:
- Marjanów
- Wałowice
- Byliny (Boguszyce)
- Żelechilin
- Budziszewice
- Stara-Wieś
- Regnów
- Czerniewce
- Lubochna
- Rzeczyca
- Gartatowice
- Lubania
- Góra

Obszar współczesnej gminy Rawa Mazowiecka został podzielony między trzy dawne gminy: Byliny (Boguszyce), Regnów i Wałowice. Otaczały one miasto Rawa Mazowiecka od południa, wschodu i północy.

## Demografia

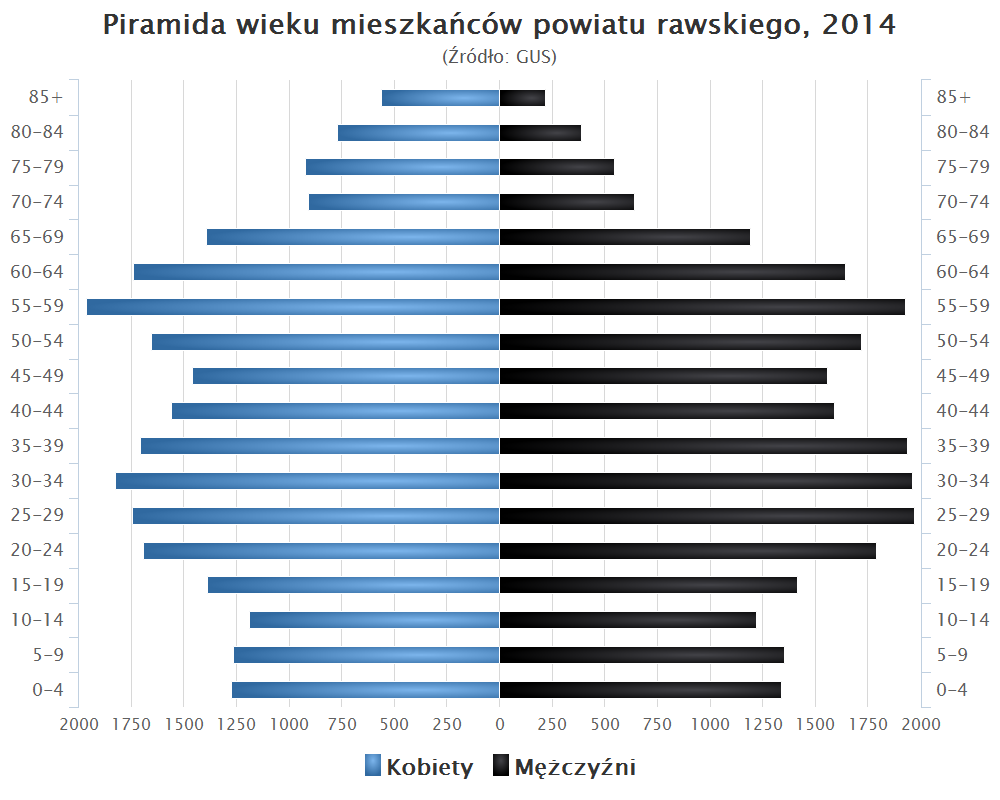
Piramida wieku mieszkańców powiatu rawskiego w 2014 roku

Liczba ludności (dane z 30 czerwca 2012):
|        | Ogółem | Ogółem | Kobiety | Kobiety | Mężczyźni | Mężczyźni |
| osób   | %      | osób   | %       | osób    | %         |           |
| ------ | ------ | ------ | ------- | ------- | --------- | --------- |
| Ogółem | 49 672 | 100    | 25 131  | 50,59   | 24 541    | 49,41     |
| Miasto | 21 079 | 42,44  | 10 899  | 21,94   | 10 180    | 20,49     |
| Wieś   | 28 593 | 57,56  | 14 232  | 28,65   | 14 361    | 28,91     |

▶Wieś vs ▶miasto
Ogółem (▶k, ▶m)
Miasto (▶k, ▶m)
Wieś (▶k, ▶m)

## Starostowie rawscy
Na podstawie źródła:
- Józef Matysiak (29 stycznia 1998 – 2 lutego 2024)
- Tomasz Góraj (2 lutego 2024 – 9 maja 2024)
- Adrian Galach (9 maja 2024 – nadal)